# Toradora!
Toradora! (jap. とらドラ!) ist eine japanische von Yuyuko Takemiya geschriebene und von Yasu illustrierte Light-Novel-Reihe. Basierend auf der Light Novel erschienen Adaptionen als Manga und Anime-Fernsehserie.

## Handlung
Der Beginn der Handlung zeigt den Protagonisten Ryūji Takasu (高須 竜児, Takasu Ryūji) bei der täglichen Hausarbeit, die er selbst übernimmt, da seine Mutter Yasuko Takasu (高須 泰子, Takasu Yasuko) als Bedienung Mirano (魅羅乃) in der Nachtbar Bishamonten Kuni arbeitet und dadurch erst spät in der Nacht nach Hause zurückkehrt. Laut seiner Mutter starb sein Vater sehr früh, jedoch teilt er mit diesem sein fieses und aufsässiges Aussehen (die Augen), was ihm viele Probleme bereitet. Er selbst hat charakterlich nur sehr wenig mit seinem Vater gemein, wird jedoch als Schläger und Verbrecher angesehen, was ihm einen gehörigen Respekt verschafft, es ihm aber auch erschwert, Kontakte zu seinen Mitschülern zu knüpfen. So wird er auf dem Weg zu seinem ersten Schuljahr an seiner neuen Schule von mehreren Schülern angerempelt, die sich schockiert nicht anders zu helfen wissen, als ihm all ihr Geld zu geben. In der Schule gibt er die Wertgegenstände beim Fundbüro ab.
Noch auf dem Weg in die Schule trifft er seinen alten Freund Yūsaku Kitamura (北村 祐作, Kitamura Yūsaku), was sich für ihn als glücklich herausstellt, da es ihm so wesentlich leichter fallen wird die Mitglieder seiner Klasse von seiner wahren Natur zu überzeugen. Vor dem Klassenraum trifft er auf Minori Kushieda (櫛枝 実乃梨, Kushieda Minori), in die er heimlich verliebt ist und die ebenfalls die gleiche Klasse besucht. Bei ein paar Schritten über den Flur stößt er unerwartet mit dem „gefährlichsten Tier der Schule“, Taiga Aisaka (逢坂 大河, Aisaka Taiga) zusammen, die ihn wutentbrannt zu Boden schickt. Auf Grund ihrer geringen Größe (1,45 m), aber aufbrausenden Natur hat sie den Spitznamen Te-nori Tiger (手乗りタイガー, Te-nori taigā, dt. etwa: „handgroßer Tiger“). Dennoch ist sie eine gute Freundin von Minori und besucht ebenfalls dieselbe Klasse.
Taiga hat anderen Leuten gegenüber eine sehr ablehnende Haltung und zögert keine Sekunde, um auf diese einzuschlagen. Sie entspringt einer reichen Familie, lebt aber in einer eigenen Wohnung in einem Hochhaus, das zufälligerweise genau neben dem kleinen heruntergekommenen Haus von Ryūji liegt und dieses überschattet. Zu Ryūjis Entsetzen liegt der Balkon seines Wohnzimmers genau gegenüber einem Fenster von Taigas Wohnung, was sie immer wieder nutzt, um zu ihm in die Wohnung zu gelangen. Als sie aus Versehen einen Liebesbrief in die Tasche von Ryūji steckt und sie es nicht schafft ihm in der Schule die Tasche abzujagen, betritt sie in der frühen Nacht die Wohnung der Takasu und versucht, Ryūji mit einem Holzschwert zu erschlagen. Er weicht ihr jedoch so lange geschickt aus, bis er es vermag ihr mitzuteilen, dass es nur ein Umschlag ohne Inhalt war. So muss er trotz ihrer wilden Natur feststellen, dass sie ein ziemlicher Tollpatsch ist und sie ihre Wohnung verkommen lässt. Ryūji, der einen starken Putzfimmel hat, bringt daraufhin ihre Wohnung in Ordnung. Typisch für ihre Natur zeigt sie sich dafür jedoch kaum dankbar.
Da beide durch mehrere Zufälle die heimliche Liebe des anderen herausfinden, beschließen sie gemeinsam dieses Ziel zu verwirklichen. So versucht Taiga Yūsaku ihre Liebe zu gestehen, was sich nach einer einstigen Ablehnung ihrerseits jedoch als schwierig herausstellt. Ryūji versucht bei der überaus zielstrebigen und energischen Minori zu punkten, die aber voller Lebensfreude seine Zuneigung überhaupt nicht bemerkt. Als Yūsakus Kindheitsfreundin Ami Kawashima (川嶋 亜美, Kawashima Ami) mitten im Jahr an die Schule wechselt, spitzt sich die Situation weiter zu. Ami ist ein jugendliches Model und gibt sich anderen gegenüber als überaus freundlich – dies ist jedoch alles nur gespielt. In Wirklichkeit ist sie sehr arrogant und zeigt gleich beim ersten Aufeinandertreffen mit Taiga ihre bösartige Seite, was Taiga nicht auf sich sitzen lassen kann. So stehen sich beide direkt als Feinde gegenüber, aber auch Ryūji, Minori und Yūsaku wissen von Amis echtem Charakter.
Nach vielen Geschichten, die die fünf im Alltag erleben, verlieben sich Taiga und Minori in Ryūji, was die Sache noch komplizierter werden lässt. Denn kurz bevor Ryūji Minori seine Liebe gestehen will, wird er von dieser zurückgewiesen, da sie Taiga nicht verletzen will. Am Ende finden Ryūji und Taiga schließlich zueinander. Ryūji will Taiga, sobald er achtzehn wird, heiraten und mit ihr weglaufen. Sie fahren zunächst zu seinen Großeltern, bei denen bald auch Yasuko aufkreuzt und sich mit ihren Eltern versöhnt, von denen sie einst wegen Ryūjis Vaters ausriss.
Nach ihrer Rückkehr nach Hause verschwindet Taiga auf einmal und die Lehrerin von Ryūjis Klasse überbringt ihnen die Nachricht, dass Taiga die Schule gewechselt habe. Entsetzt schreibt die ganze Klasse Nachrichten an Taiga, welche auf diese mit einem Bild antwortet: Ein Bild von einem schwarzen Nachthimmel mit einem einzigen Stern, das Taiga in der Nacht geschossen hatte, als sie beschloss, zu gehen.
Die Endszene besteht aus einer Abschlussfeier der Klasse und darin, dass Ryūji, als er die Fassade des Schulgebäudes ansieht, in einem Zimmer Taiga durch das Fenster erblickt. Er rennt durch das ganze Schulhaus und sie treffen sich wieder, Taiga trägt die Uniform einer anderen Schule. Mittlerweile ist sie eine Legende unter den Schülern geworden, da es heißt, dass der Te-nori Tiger jedem Glück bringe, der ihn berührt. Dies wurde im Verlauf der Geschichte schon einmal erwähnt, als angenommen wurde, dass jeder so einen Wunsch erfüllt bekommt.
Ganz gegen Ende gesteht Ryuji Taiga dann zum ersten Mal richtig seine Liebe zu ihr.

## Konzeption
Der Titel der Reihe Toradora! leitet sich von den Namen der beiden Hauptcharaktere Taiga Aisaka und Ryūji Takasu ab. Der Name Taiga spricht sich im Japanischen genauso wie der englische Begriff für Tiger, während der Tiger im Japanischen als tora (虎) transkribiert wird. Der vordere Teil von Ryūjis Namen Ryū (竜) ist der japanische Begriff für Drache, dessen englisches Pendant als doragon (ドラゴン) geschrieben wird. Dies ist eine Anspielung auf den chinesischen Drachen, der der größte Konkurrent und Erzfeind des Tigers ist.

## Entstehung und Veröffentlichungen

### Light Novel
Das von Yuyuko Takemiya geschriebene und von Yasu illustrierte Werk erschien in einzelnen Kapitel im Light-Novel-Magazin Dengeki hp und dann im Dengeki Bunko Magazine. Vom 10. März 2006 bis 10. März 2009 verlegte ASCII Media Works unter dem Imprint Dengeki Bunko die Reihe in 10 Bänden.
- とらドラ! (ISBN 4-8402-3353-5, 10. März 2006)
- とらドラ2! (ISBN 4-8402-3438-8, 10. Mai 2006)
- とらドラ3! (ISBN 4-8402-3551-1, 10. September 2006)
- とらドラ4! (ISBN 978-4-8402-3681-2, 10. Januar 2007)
- とらドラ5! (ISBN 978-4-8402-3932-5, 10. August 2007)
- とらドラ6! (ISBN 978-4-8402-4117-5, 10. Dezember 2007)
- とらドラ7! (ISBN 978-4-04-867019-7, 10. April 2008)
- とらドラ8! (ISBN 978-4-04-867170-5, 10. August 2008)
- とらドラ9! (ISBN 978-4-04-867265-8, 10. Oktober 2008)
- とらドラ10! (ISBN 978-4-04-867593-2, 10. März 2009)

#### Toradora Spin-off!
Von Toradora! existiert ein Ableger Toradora Spin-off! (とらドラ･スピンオフ!). Veröffentlicht wurde es zuerst im mittlerweile eingestellten Magazin Dengeki hp. Das Kapitel aus Dengeki hp 40 (10. Februar 2006) erschien nochmals innerhalb Toradora 2! Die Kapitel aus Dengeki hp 42 (10. Juni 2008), 44 (10. Oktober 2008) und 46 (10. Februar 2007) wurden zusammen mit einem noch nicht zuvor veröffentlichten Kapitel in Form der am 10. Mai 2007 erschienenen Anthologie Toradora Spin-off! Kōfuku no Sakura Iro Tornado (とらドラ･スピンオフ!幸福の桜色トルネード, Toradora Spin-off! Kōfuku no Sakura Iro Torunēdo; ISBN 978-4-8402-3838-0) zusammengefasst. Letzteres wurde zusammen mit einem Plüschtiger verkauft.
Nachfolger der Dengeki hp wurde das Dengeki Bunko Magazine, deren erste beide Pilotnummern – Prolog 1 und 2 genannt – noch Sonderausgaben der Dengeki Daioh waren. Vier Kapitel je aus Dengeki Bunko Magazine Prolog 1 (10. Dezember 2007), Prolog 2 (10. Februar 2008), der Sonderausgabe Toradora vs. Index (とらドラ! vs 禁書目録) der Dengeki Bunko Magazine 11/2008 (27. September 2008) und dem eigentlichen Dengeki Bunko Magazine 11/2008 (10. Oktober 2008) erschienen am 10. Januar 2009 zusammen mit einem noch unveröffentlichten weiteren Kapitel in der zweiten Anthologie Toradora Spin-Off 2! Tora, Koyuru Aki (とらドラ・スピンオフ2! 虎、肥ゆる秋; ISBN 978-4-04-867459-1). Der Name der Anthologie ist eine Abwandlung des Sprichwortes Tentakaku Uma koyuru Aki (天高く馬肥ゆる秋, dt. „Herbst mit klarem Himmel und fetten Pferden“) bei dem „klarer Himmel“ durch Toradora Spin-Off 2! und „Pferd“ durch „Tiger“ [d. h. Taiga] ersetzt wurde.
Die dritte Anthologie Toradora Spin-off! Ore no Bentō o Mitekure (とらドラ・スピンオフ3! 俺の弁当を見てくれ; ISBN 978-4-04-868456-9) erschien am 10. April 2010 und enthält Geschichten die zuvor verschiedenen Medien als Bonus beigelegt wurden. Die erste der Anthologie ihren Namen gebende Geschichte war ein Bonus auf der 4. DVD von April 2009, die zweite Geschichte war einem Toradora-Plüschtiger von April 2007 beigelegt, die dritte aus dem Imprintjahresverzeichnis Dengeki Bunko Sōgō Bunroku 2006 Special Edition (電撃文庫総合目録2006 SPECIAL EDITION) von März 2007, die vierte der Dengeki h&p (Hajimari&Period) von November 2007, die fünfte aus Yasus Art Book Yasu Gashū: Toradora Pictures! (ヤス画集 とらドラ・ピクチャーズ!) von Juni 2009, die sechste aus dem Fanbook (Art Book) von April 2009 zum PSP-Adventure Toradora Portable! die siebte war ein Bonus auf der 8. DVD von August 2009, die achte war in der Kurzgeschichtensammlung Dengeki Gakuen RPG Bunko (電撃学園RPG文庫) von März 2009 zur limitierten Fassung des Rollenspiels Dengeki Gakuen RPG: Cross of Venus enthalten, die neunte entstammt der Parodiesammlung Dengeki Bunkoyomi von November 2006 und die zehnte und letzte Geschichte wurde exklusiv für diese Anthologie geschrieben.

### Manga
Eine von Zekkyō gezeichnete Adaption als Manga erschien ab dem 27. Juli 2007 im Shonen-Manga-Magazin Dengeki Comic Gao!. Unter dem Publisher Media Works endeten die Veröffentlichungen am 27. Januar 2008. Der Manga wurde daraufhin vom Magazin Dengeki Daiō übernommen, welches zum Zusammenschluss ASCII Media Works gehört. Seit dem 21. März 2008 erscheinen regelmäßig weitere Ausgaben innerhalb des neuen Magazins.
Eine erste gebundene Ausgabe in Form eines Tankōbon erschien am 27. Februar 2008 und dem Label Dengeki Comics von ASCII Media Works. Mittlerweile sind elf Bände herausgekommen. Bei Egmont Manga und Anime erschienen seit April 2013 bisher elf Bände in deutscher Übersetzung.
| Band | Japan            | Japan                  | Deutschland      | Deutschland            |
| Band | Veröffentlichung | ISBN                   | Veröffentlichung | ISBN                   |
| ---- | ---------------- | ---------------------- | ---------------- | ---------------------- |
| 01   | 27. Feb. 2008    | ISBN 978-4-8402-4219-6 | 11. Apr. 2013    | ISBN 978-3-7704-8028-9 |
| 02   | 27. Feb. 2009    | ISBN 978-4-04-867633-5 | 13. Juni 2013    | ISBN 978-3-7704-8029-6 |
| 03   | 27. Jan. 2010    | ISBN 978-4-04-868368-5 | 9. Aug. 2013     | ISBN 978-3-7704-8030-2 |
| 04   | 27. Jan. 2011    | ISBN 978-4-04-870244-7 | 17. Okt. 2013    | ISBN 978-3-7704-8123-1 |
| 05   | 27. März 2012    | ISBN 978-4-04-886492-3 | 12. Dez. 2013    | ISBN 978-3-7704-8124-8 |
| 06   | 27. Aug. 2013    | ISBN 978-4-04-891618-9 | 6. März 2014     | ISBN 978-3-7704-8125-5 |
| 07   | 27. Feb. 2015    | ISBN 978-4-04-869057-7 | 3. Dez. 2015     | ISBN 978-3-7704-8860-5 |
| 08   | 27. Okt. 2017    | ISBN 978-4-04-893426-8 | 5. Juli 2018     | ISBN 978-3-7704-9268-8 |
| 09   | 27. Juli 2019    | ISBN 978-4-04-912584-9 | 2. Juli 2020     | ISBN 978-3-7704-2668-3 |
| 10   | 26. Nov. 2021    | ISBN 978-4-04-914083-5 | 10. Sep. 2022    | ISBN 978-3-7704-4215-7 |
| 11   | 26. Jan. 2023    | ISBN 978-4-049148-31-2 | 16. Jan. 2024    | ISBN 978-3-7555-0268-5 |

### Anime
J.C.Staff adaptierte die Handlung der 10 Bände als 25 Folgen umfassende Anime-Fernsehserie. Diese wurde erstmals vom 1. Oktober 2008 bis zum 26. März 2009 auf den japanischen Fernsehsendern TV Aichi, TV Ōsaka und TV Tokyo ausgestrahlt. Auf den Sendern AT-X, TV Hokkaido, TV Setouchi und TVQ Kyushu lief die Serie etwa eine Woche später an.
Regie führte Tatsuyuki Nagai, wobei das Drehbuch von Mari Okada stammt. Das Design der Figuren wurde weitgehend von den Zeichnungen Yasus übernommen. Das Charakterdesign der Serie übernahm Masayoshi Tanaka. Die Hintergrundmusik wurde von Starchild Records produziert.
Der Titelsong des Vorspanns Pre-Parade (プレパレード) wurde von Rie Kugimiya, Eri Kitamura und Yui Horie gesungen. Die Musik des Abspanns Vanilla Salt (バニラソルト) wurde im Solo von Yui Horie gesungen.
Der zweite Titelsong des Vorspanns Silky Heart wurde von Yui Horie gesungen. Die Musik des zweiten Abspanns Orange (オレンジ) wurde von Rie Kugimiya, Eri Kitamura und Yui Horie gesungen.
Die Musik des dritten Abspanns Holy Night (ホーリーナイト) wurde von Rie Kugimiya und Eri Kitamura gesungen. Dieses Lied ist nur für Folge 19 verwendet worden.
Für die USA wurde der Anime von NIS America, der amerikanischen Tochter von Nippon Ichi Software, lizenziert, die mit dem Anime in den US-Markt einsteigen will.
Am 21. Dezember 2011 erschien eine japanische Toradora! Blu-ray Box als Limited Edition, die sich in der ersten Woche 18.651-mal verkaufte und dadurch auf Platz 7 der Animations-Blu-Ray-Charts landete. Diese enthielt als eine Bonusfolge eine Verfilmung der Kurzgeschichte Ore no Bentō o Mitekure, die zuvor als Bonusgeschichte in Textform auf der 4. DVD und auch in der dritten gleichnamigen Spin-off-Anthologie enthalten war.
Der Publisher AniMoon gab am 15. Februar 2017 bekannt, dass die Serie in Deutschland erscheinen wird.
Aktuell ist der Anime in Deutschland bei drei Video-on-Demand-Anbietern gelistet und gilt als abgeschlossen.

#### Episodenliste
| Episode | japanischer Titel                                                 | deutscher Titel                 | Erstausstrahlung (Japan) |
| ------- | ----------------------------------------------------------------- | ------------------------------- | ------------------------ |
| 1       | „Tora to Ryū“ (虎と竜)                                            | Tiger und Drache                | 2. Okt. 2008             |
| 2       | „Ryūji to Taiga“ (竜児と大河)                                     | Ryuuji und Taiga                | 9. Okt. 2008             |
| 3       | „Kimi no Uta“ (君の歌)                                            | Dein Song                       | 16. Okt. 2008            |
| 4       | „Ano Toki no Kao“ (あのときの顔)                                  | Das Gesicht von damals          | 23. Okt. 2008            |
| 5       | „Kawashima Ami“ (かわしまあみ)                                    | Ami Kawashima                   | 30. Okt. 2008            |
| 6       | „Honto no Jibun“ (ほんとの自分)                                   | Wahres Gesicht                  | 6. Nov. 2008             |
| 7       | „Pūru Biraki“ (プールびらき)                                      | Schwimmbaderöffnung             | 13. Nov. 2008            |
| 8       | „Dare no Tame“ (だれのため)                                       | Taiga vs. Ami                   | 20. Nov. 2008            |
| 9       | „Umi ni Ikō to Kimi wa“ (海にいこうと君は)                        | Das Strandhaus                  | 27. Nov. 2008            |
| 10      | „Hanabi“ (花火)                                                   | Feuerwerk                       | 4. Dez. 2008             |
| 11      | „Ōhashi Kōkō Bunkasai (Zenpen)“ (大橋高校文化祭 (前編))           | Das Oohashi Kulturfest – Teil 1 | 11. Dez. 2008            |
| 12      | „Ōhashi Kōkō Bunkasai (Chūhen)“ (大橋高校文化祭 (中編))           | Das Oohashi Kulturfest – Teil 2 | 18. Dez. 2008            |
| 13      | „Ōhashi Kōkō Bunkasai (Kōhen)“ (大橋高校文化祭 (後篇))            | Das Oohashi Kulturfest – Teil 3 | 25. Dez. 2008            |
| 14      | „Shiawase no Tenori Taigā“ (しあわせの手乗りタイガー)             | Der Glückstiger                 | 8. Jan. 2009             |
| 15      | „Hoshi wa, Tōku“ (星は, 遠く)                                     | Weit entfernte Sterne           | 15. Jan. 2009            |
| 16      | „Fumidasu Ippo“ (踏み出す一歩)                                    | Ein Schritt nach vorn           | 22. Jan. 2009            |
| 17      | „Kurisumasu ni Suisei wa Gyakkōsuru“ (クリスマスに水星は逆行する) | Schrei nach Liebe               | 29. Jan. 2009            |
| 18      | „Momi no Ki no Shita de“ (もみの木の下で)                         | Unterm Tannenbaum               | 5. Feb. 2009             |
| 19      | „Seiyasai“ (聖夜祭)                                               | Die Weihnachtsfeier             | 12. Feb. 2009            |
| 20      | „Zutto, Kono Mama“ (ずっと, このまま)                             | Für immer so                    | 19. Feb. 2009            |
| 21      | „Dōshitatte“ (どうしたって)                                       | Was auch geschieht              | 26. Feb. 2009            |
| 22      | „Kimi no Iru Keshiki“ (君のいる景色)                              | Die Welt mit dir                | 5. März 2009             |
| 23      | „Susumu Beki Michi“ (進むべき道)                                  | Unser Weg                       | 12. März 2009            |
| 24      | „Kokuhaku“ (告白)                                                 | Das Geständnis                  | 19. März 2009            |
| 25      | „Toradora!“ (とらドラ!)                                           | Toradora!                       | 26. März 2009            |
| OVA     |                                                                   |                                 |                          |
| OVA 1   | „Bentō no Gokui“ (弁当の極意)                                     | Das wahre Bento                 | 21. Dez. 2011            |

#### Synchronisation
| Rolle           | japanischer Sprecher (Seiyū) | deutscher Sprecher |
| --------------- | ---------------------------- | ------------------ |
| Ryūji Takasu    | Junji Majima                 | Ozan Ünal          |
| Taiga Aisaka    | Rie Kugimiya                 | Luisa Wietzorek    |
| Minori Kushieda | Yui Horie                    | Moira May          |
| Ami Kawashima   | Eri Kitamura                 | Magdalena Turba    |
| Yūsaku Kitamura | Hirofumi Nojima              | Konrad Bösherz     |
| Yasuko Takasu   | Sayaka Ōhara                 | Anita Hopt         |
| Maya Kihara     | Ai Nonaka                    | Lisa May-Mitsching |
| Kouji Haruta    | Hiroyuki Yoshino             | Marcel Mann        |
| Inko Takasu     | Saori Gotō                   | Santiago Ziesmer   |

### Computerspiel
Am 30. April 2009 veröffentlichte Bandai Namco Games das Adventure Toradora Portable! (とらドラ・ポータブル!) für die PlayStation Portable. Das Vorbestellungsprivileg war eine Nendoroid-Petit-Figur von Taiga.
Die Handlung spielt zwischen Band 7 und 8 der Light Novels bzw. Folge 19 und 20 des Anime als Ryūji wegen einer Influenza im Krankenhaus liegt und benutzt „was-wäre-wenn“-Elemente. Je nach Spielerentscheidung gibt es für Taiga, Minori und Ami je ein gutes und ein wahres Ende. In Taigas wahrem Ende ist diese von Ryūji mit Drillingen schwanger, und in Minoris und Amis bestem Ende kommen diese mit Ryūji zusammen.

## Rezeption
Die Light-Novel-Reihe erreichte zweimalig eine Platzierung innerhalb des von Takarajimasha jährlich herausgegebenen Buch Kono Light Novel ga Sugoi! (dt. „Diese Light Novels sind spitze!“), einem Führer für Light Novels. Im Jahr 2007 belegte Toradora! den sechsten und 2008 den vierten Platz. Im erstmals von Kadokawa Shoten veranstalteten Light Novel Award im Jahr 2007 gewann Toradora! in der Kategorie Romantische Komödie. Von der gesamten Reihe wurden 3 Millionen Exemplare verkauft.
Im März 2009 warb die Baudirektionsbehörde (建築指導課, kenchiku-shidō-ka) der Stadt Mitaka mit der Protagonistin Taiga Aisaka für Bauinspektionen.